# Rimbachzell
Rimbachzell ou Rimbach-Zell est une commune française située dans l'aire d'attraction de Mulhouse et faisant partie de la collectivité européenne d'Alsace (circonscription administrative du Haut-Rhin), en région Grand Est.
Cette commune se trouve dans la région historique et culturelle d'Alsace.

## Géographie
Rimbach-Zell fait partie du canton de Guebwiller et de l'arrondissement de Thann-Guebwiller et est situé sur la rive droite du Rimbach, le principal ruisseau qui traverse le village. Les habitants sont appelés les Rimbachzellois. Le village est situé sur le flanc d'une montagne couronnée de forêts et a un aspect très pittoresque. Le village produit un excellent miel.
C'est une des 188 communes du parc naturel régional des Ballons des Vosges.
| Soultz-Haut-Rhin |             | Rimbach-près-Guebwiller |
|                  | Rimbachzell |                         |
|                  | Jungholtz   |                         |

### Cours d'eau
- Le Rimbach.

### Hydrographie

#### Réseau hydrographique
La commune est dans le bassin versant du Rhin au sein du bassin Rhin-Meuse. Elle est drainée par le Rimbach et le ruisseau Lautenbaechlein,,.
Le Rimbach, d'une longueur de 18 km, prend sa source dans la commune de Soultz-Haut-Rhin et se jette  dans le Lohbach à Ungersheim, après avoir traversé huit communes. 

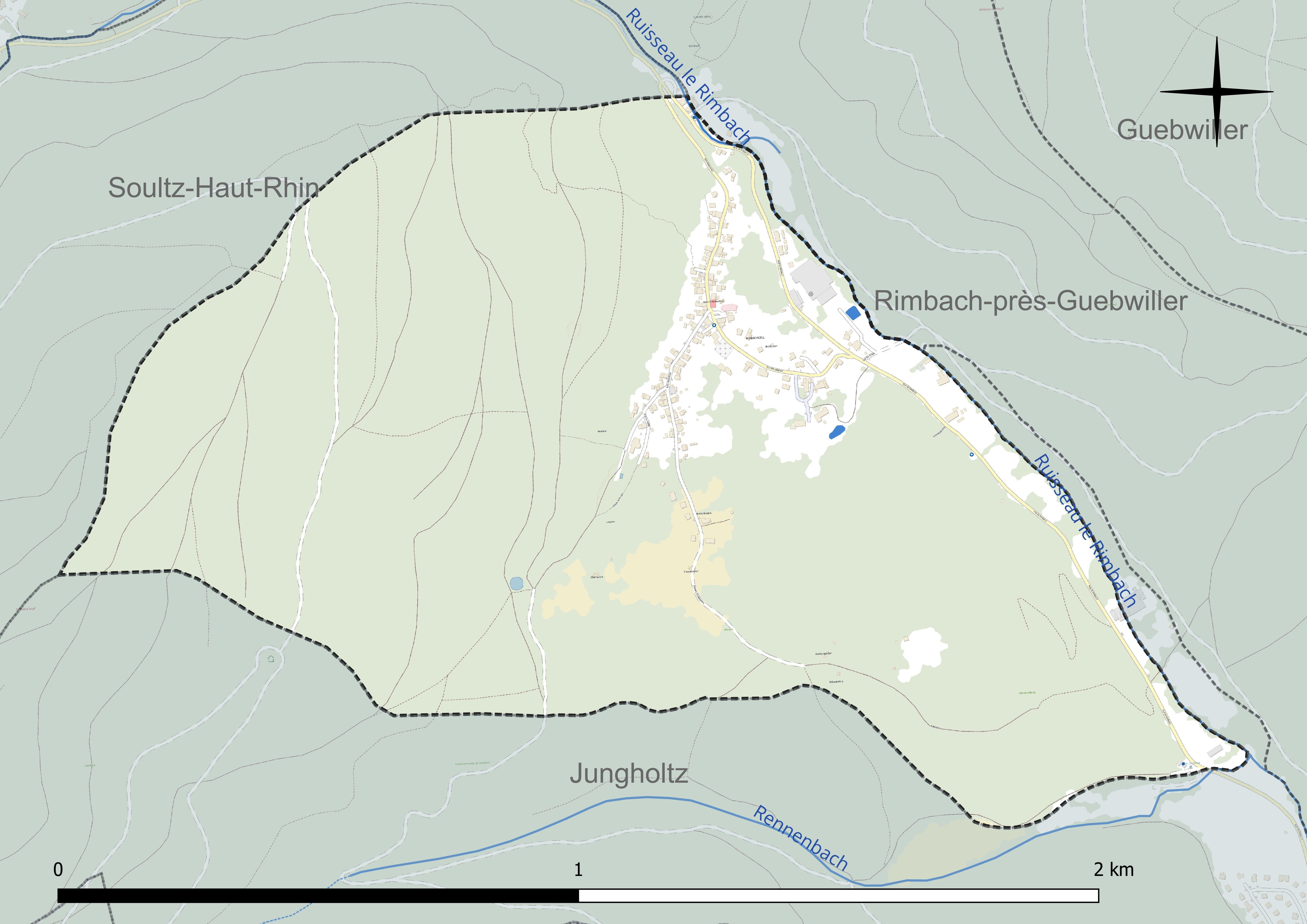
Réseau hydrographique de Rimbachzell.

#### Gestion et qualité des eaux
Le territoire communal est couvert par le schéma d'aménagement et de gestion des eaux (SAGE) « Lauch ». Ce document de planification concerne les bassins versants de la Lauch, de l’Ohmbach et du Rimbach, dont le territoire s'étend sur 358 km2. Le périmètre a été arrêté le 7 mars 2013 et le SAGE proprement dit a été approuvé le 15 janvier 2020. La structure porteuse de l'élaboration et de la mise en œuvre est le syndicat mixte « Rivières de Haute-Alsace ». 
La qualité des cours d’eau peut être consultée sur un site dédié géré par les agences de l’eau et l’Agence française pour la biodiversité. 

### Climat
Pour des articles plus généraux, voir Climat du Grand Est et Climat du Haut-Rhin.
En 2010, le climat de la commune est de type climat de montagne, selon une étude du Centre national de la recherche scientifique s'appuyant sur une série de données couvrant la période 1971-2000. En 2020, Météo-France publie une typologie des climats de la France métropolitaine dans laquelle la commune est exposée à un climat semi-continental et est dans la région climatique  Vosges, caractérisée par une pluviométrie très élevée (1 500 à 2 000 mm/an) en toutes saisons et un hiver rude (moins de 1 °C). 
Pour la période 1971-2000, la température annuelle moyenne est de 9,6 °C, avec une amplitude thermique annuelle de 17 °C. Le cumul annuel moyen de précipitations est de 1 082 mm, avec 11,3 jours de précipitations en janvier et 10 jours en juillet. Pour la période 1991-2020, la température moyenne annuelle observée sur la station météorologique de Météo-France la plus proche, « Guebwiller », sur la commune de Guebwiller à 3 km à vol d'oiseau, est de 11,4 °C et le cumul annuel moyen de précipitations est de 919,6 mm. 
La température maximale relevée sur cette station est de 39,9 °C, atteinte le 13 août 2003 ; la température minimale est de −16,3 °C, atteinte le 20 décembre 2009,,. 
Les paramètres climatiques de la commune ont été estimés pour le milieu du siècle (2041-2070) selon différents scénarios d'émission de gaz à effet de serre à partir des nouvelles projections climatiques de référence DRIAS-2020. Ils sont consultables sur un site dédié publié par Météo-France en novembre 2022.

## Urbanisme

### Typologie
Au 1er janvier 2024, Rimbachzell est catégorisée commune rurale à habitat dispersé, selon la nouvelle grille communale de densité à sept niveaux définie par l'Insee en 2022.
Elle est située hors unité urbaine. Par ailleurs la commune fait partie de l'aire d'attraction de Mulhouse, dont elle est une commune de la couronne,. Cette aire, qui regroupe 132 communes, est catégorisée dans les aires de 200 000 à moins de 700 000 habitants,.

### Occupation des sols
L'occupation des sols de la commune, telle qu'elle ressort de la base de données européenne d’occupation biophysique des sols Corine Land Cover (CLC), est marquée par l'importance des forêts et milieux semi-naturels (75,8 % en 2018), une proportion identique à celle de 1990 (75,8 %). La répartition détaillée en 2018 est la suivante : 
forêts (75,8 %), zones urbanisées (15,1 %), prairies (9,1 %). L'évolution de l’occupation des sols de la commune et de ses infrastructures peut être observée sur les différentes représentations cartographiques du territoire : la carte de Cassini (XVIIIe siècle), la carte d'état-major (1820-1866) et les cartes ou photos aériennes de l'IGN pour la période actuelle (1950 à aujourd'hui).

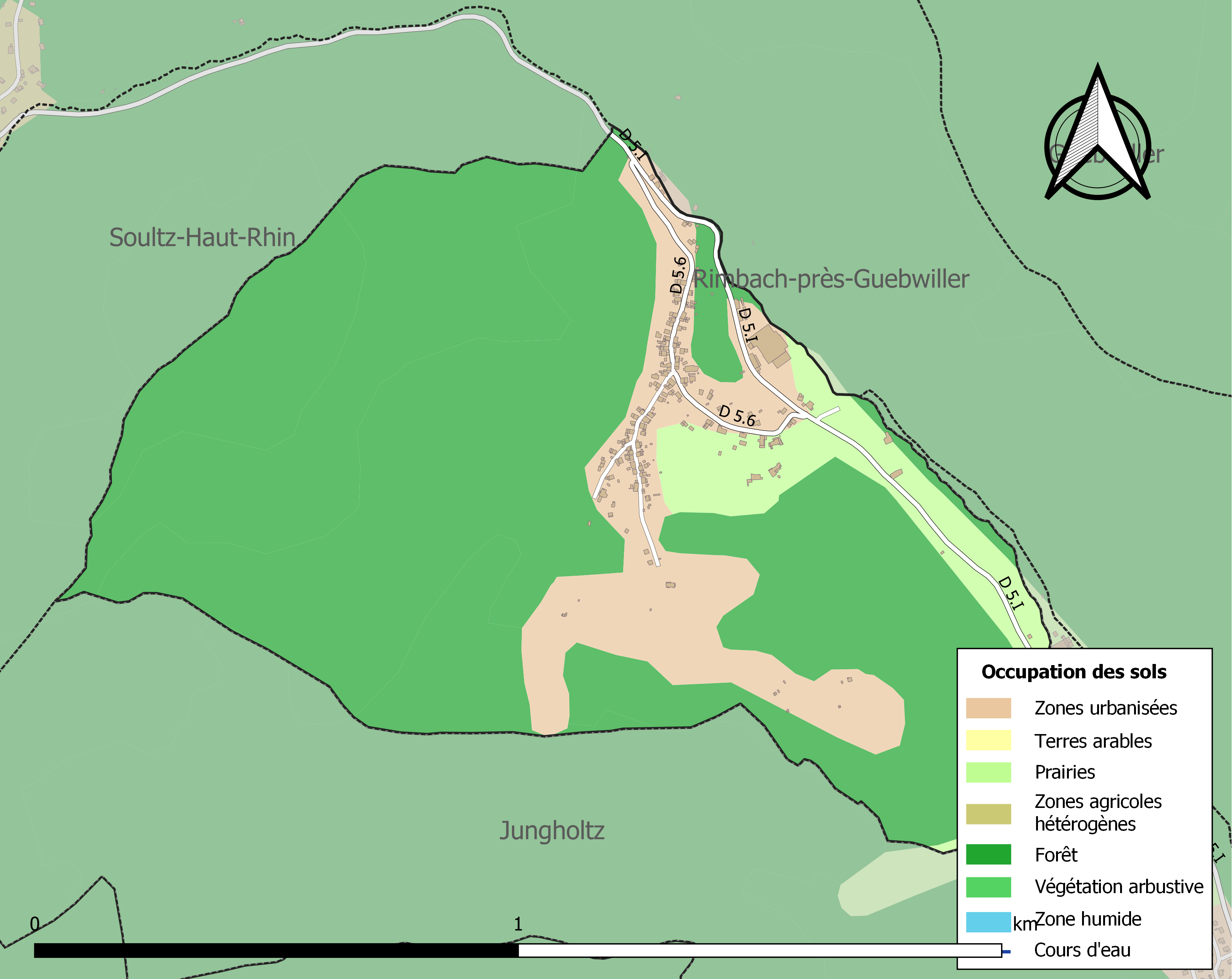
Carte des infrastructures et de l'occupation des sols de la commune en 2018 (CLC).

## Histoire

### Toponymie
Origine du nom : de l'allemand Rinde = bovin d'élevage et bach = rivière et du latin cella = ermitage.

### Le village

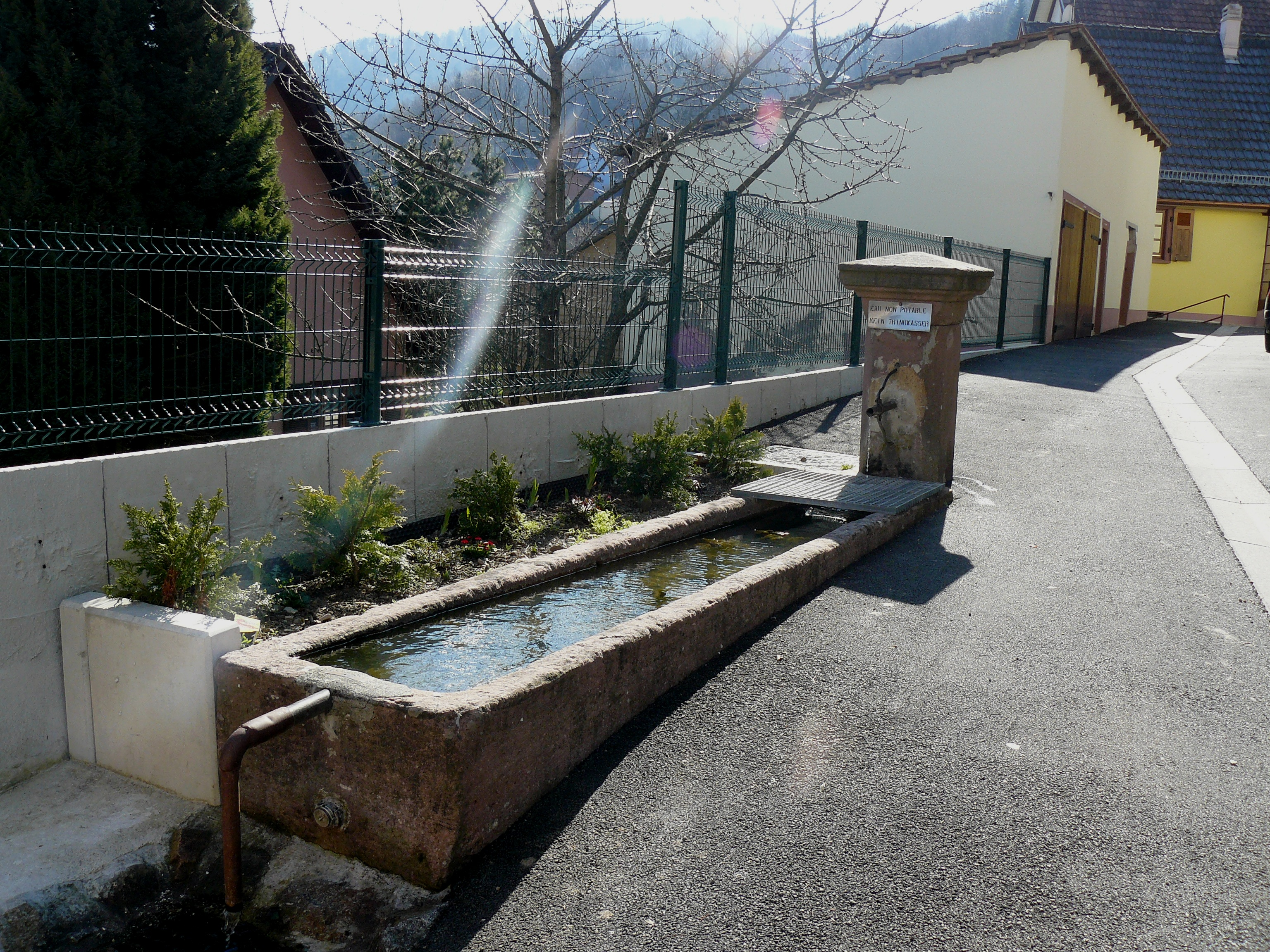
Fontaine rue des Jardins.

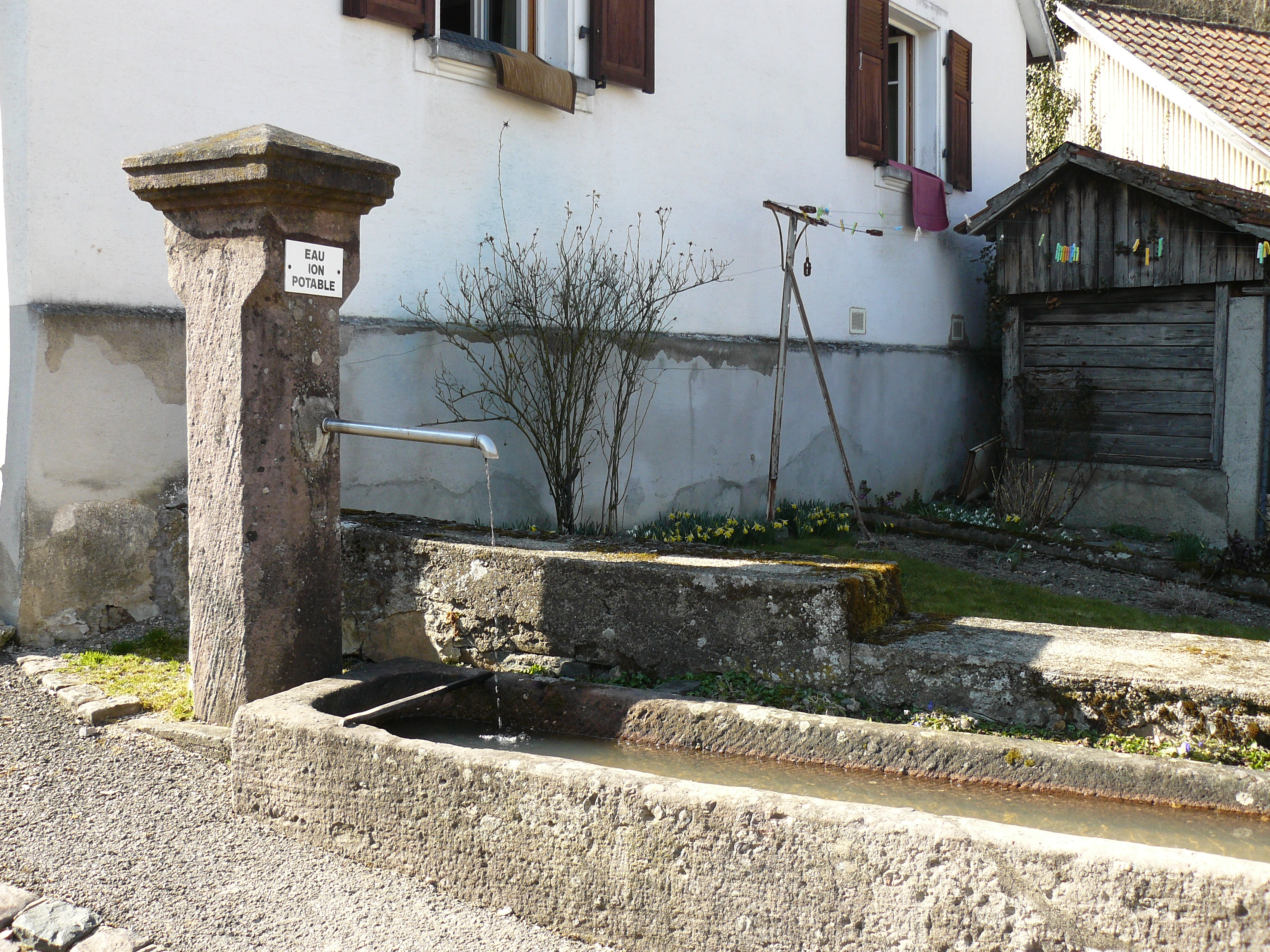
Fontaine du XIXe siècle, rue du Sudel et rue Principale.

Rimbach-Zell est probablement déjà occupé dès le haut Moyen Âge. Au IXe siècle probablement, un ermitage est censé se trouver sur place d'où le nom de Zell = cellule qui dépendra plus tard de l'abbaye d'Ebersmunster. Au Schlossbuckel, au sud-est du village se trouvait un site fortifié qu'aucun texte ne mentionne, conservant des traces d'un mur rectangulaire en pierres sèches pourvue au centre d'un promontoire correspondant probablement à un donjon. Il s'agit selon toute vraisemblance des vestiges d'un ancien château construit entre le Xe et le XIe siècle.
Les bombardements français de 1915 font dix-huit victimes dans le village et la population se voit obligée de se réfugier à Guebwiller, puis dans le Wurtemberg en janvier 1916. Reconstruit au lendemain de la guerre.
La commune a été décorée le 2 novembre 1921 de la croix de guerre 1914-1918.

### Les Hospitaliers
L'agglomération de Rimbach-Zell faisait partie du bailliage de Soultz et la commanderie hospitalière y possédait la moitié de la dîme. Cette commanderie possédait également un étang servant de réservoir d'eau en cas d'incendie. Les habitants de ce bourg vivaient chichement de la polyculture, de l'élevage et de l'exploitation de la forêt. À partir de 1910, les habitants travaillaient en partie dans l'usine textile située le long du ruisseau du Rimbach.
L’ancienne commanderie des Hospitaliers de l’ordre de Saint-Jean de Jérusalem est maintenant La Nef des Jouets de Soultz-Haut-Rhin.

### Héraldique
| Blason de Rimbachzell | Les armes de Rimbachzell se blasonnent ainsi : « De gueules à la croix de Malte d'argent soutenue par un glaive d'argent en barre, la poignée et la garde d'or, passé en sautoir sur une clé d'or en bande, panneton haut tourné à dextre. » |

## Politique et administration

### Budget et fiscalité 2014

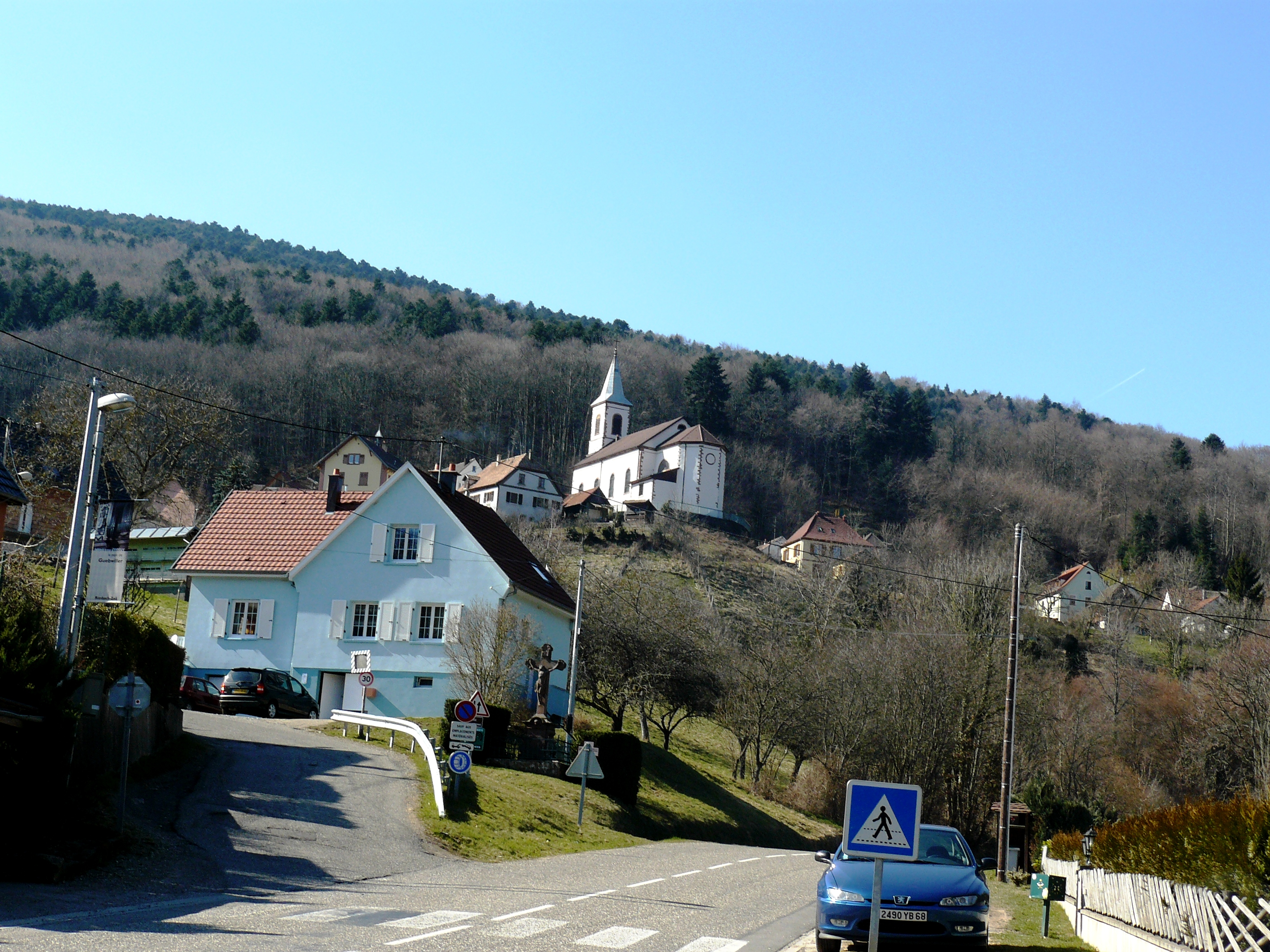
Le haut du village et son église vu depuis la route de Jungholtz à Rimbach-Zell.

En 2014, le budget de la commune était constitué ainsi :
- total des produits de fonctionnement : 259 000 €, soit 1 251 € par habitant ;
- total des charges de fonctionnement : 212 000 €, soit 1 022 € par habitant ;
- total des ressources d’investissement : 166 000 €, soit 800 € par habitant ;
- total des emplois d’investissement : 240 000 €, soit 1 162 € par habitant.
- endettement : 160 000 €, soit 775 € par habitant.

Avec les taux de fiscalité suivants :
- taxe d’habitation : 5,70 % ;
- taxe foncière sur les propriétés bâties : 7,37 % ;
- taxe foncière sur les propriétés non bâties : 36,93 % ;
- taxe additionnelle à la taxe foncière sur les propriétés non bâties : 0,00 % ;
- cotisation foncière des entreprises : 0,00 %.

### Liste des maires
| Période                                  | Période                   | Identité                                         | Étiquette | Qualité |
| ---------------------------------------- | ------------------------- | ------------------------------------------------ | --------- | ------- |
| mars 2008                                | 2014                      | Alfred Faller-Haas                               |           |         |
| mars 2014                                | En cours (au 25 mai 2020) | Angélique Muller Réélue pour le mandat 2020-2026 |           |         |
| Les données manquantes sont à compléter. |                           |                                                  |           |         |

## Démographie
L'évolution du nombre d'habitants est connue à travers les recensements de la population effectués dans la commune depuis 1793. Pour les communes de moins de 10 000 habitants, une enquête de recensement portant sur toute la population est réalisée tous les cinq ans, les populations de référence des années intermédiaires étant quant à elles estimées par interpolation ou extrapolation. Pour la commune, le premier recensement exhaustif entrant dans le cadre du nouveau dispositif a été réalisé en 2007.

En 2022, la commune comptait 190 habitants, en évolution de −3,06 % par rapport à 2016 (Haut-Rhin : +0,66 %, France hors Mayotte : +2,11 %).
| 1793 | 1800 | 1806 | 1821 | 1831 | 1836 | 1841 | 1846 | 1851 |
| ---- | ---- | ---- | ---- | ---- | ---- | ---- | ---- | ---- |
| 640  | 271  | 265  | 297  | 330  | 351  | 349  | 380  | 402  |

| 1856 | 1861 | 1866 | 1871 | 1875 | 1880 | 1885 | 1890 | 1895 |
| ---- | ---- | ---- | ---- | ---- | ---- | ---- | ---- | ---- |
| 418  | 438  | 426  | 411  | 389  | 391  | 396  | 365  | 363  |

| 1900 | 1905 | 1910 | 1921 | 1926 | 1931 | 1936 | 1946 | 1954 |
| ---- | ---- | ---- | ---- | ---- | ---- | ---- | ---- | ---- |
| 364  | 375  | 417  | 328  | 337  | 326  | 318  | 283  | 253  |

| 1962 | 1968 | 1975 | 1982 | 1990 | 1999 | 2006 | 2007 | 2012 |
| ---- | ---- | ---- | ---- | ---- | ---- | ---- | ---- | ---- |
| 253  | 252  | 206  | 194  | 196  | 220  | 220  | 220  | 202  |

| 2017 | 2022 | - | - | - | - | - | - | - |
| ---- | ---- | - | - | - | - | - | - | - |
| 198  | 190  | - | - | - | - | - | - | - |

## Lieux et monuments

### Église Saint-Pierre et Saint-Paul

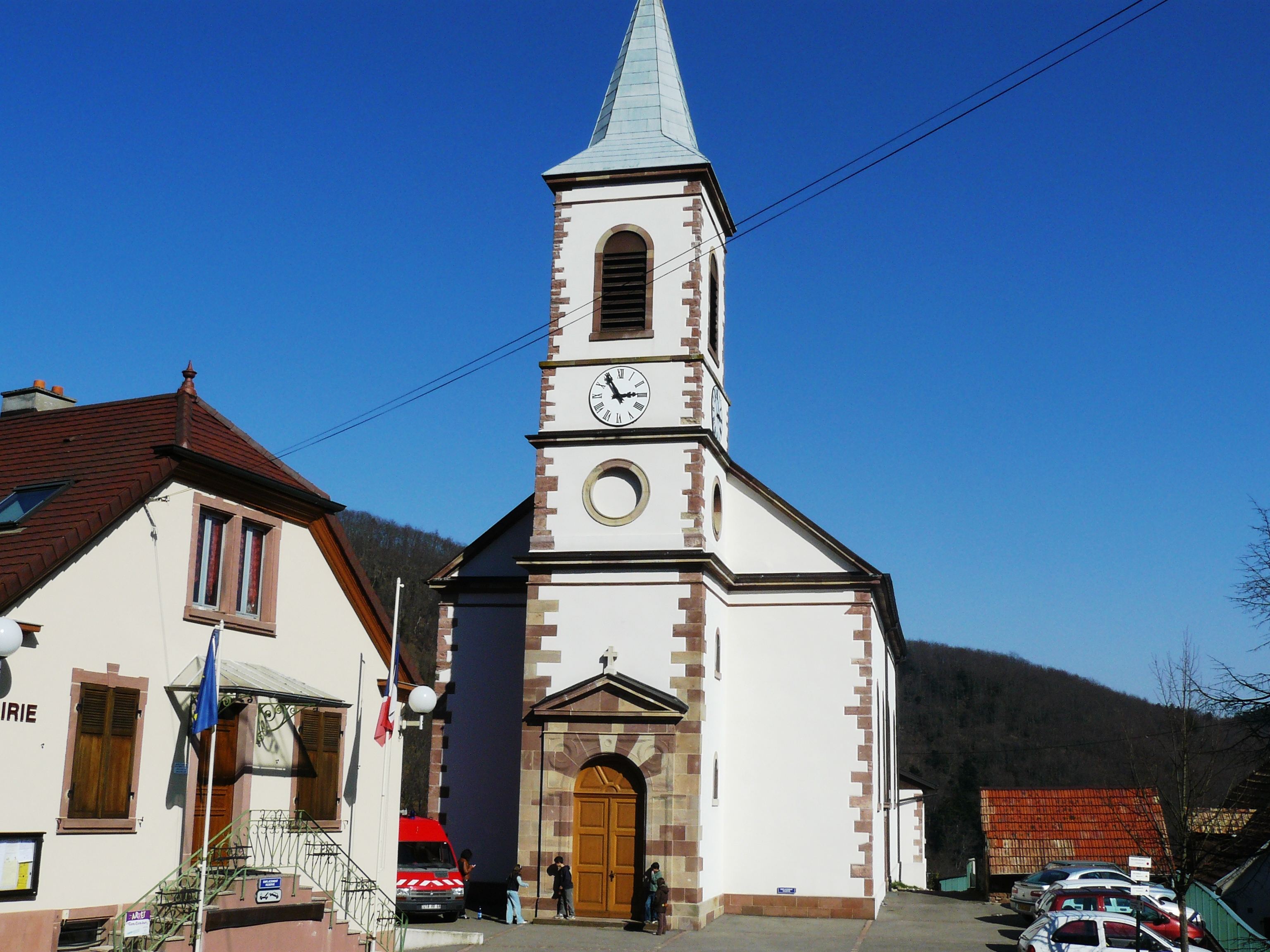
Église Saint-Pierre et Saint-Paul.

L'église primitive est attestée depuis 1302. Il s'agissait alors d'une petit édifice comprenant à l'ouest une tour probablement plus ancienne. L'édifice est restauré au XVIIIe siècle.
Le bâtiment est ensuite démoli car jugé trop petit. Une église plus spacieuse est construit suivant les plans de l'architecte Laubser. Un sanctuaire néo-classique dans le style du milieu du XIXe siècle est édifié.

### La Vierge à l'enfant (XVIesiècle)
Cette statue qui se trouve dans l'église,  fut installée d'abord dans le couvent des dominicaines d'Engelpforten de Guebwiller est déménagé à Rimbach-Zell au cours de la Révolution. D'une facture très sobre, elle s'inspire de gravure de Dürer.

### Croix de chemin (1733)
Croix de chemin.

### Le château de Schlossbuckel
Le château de Schlossbuckel au lieu-dit Laegelen,.

### Ancienne École (XIXesiècle)

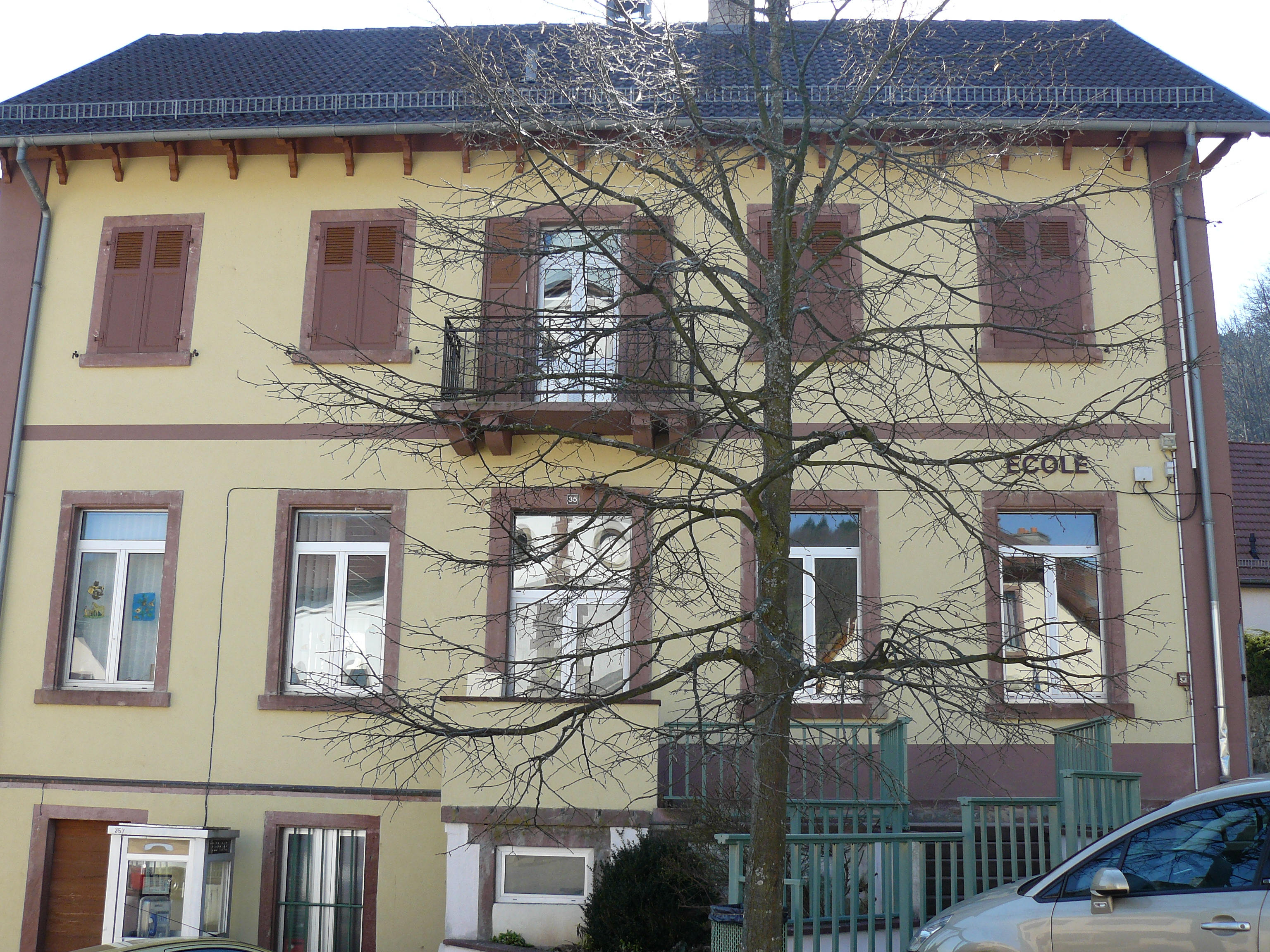
École de Rimbach-Zell.

Établissement fermé définitivement en septembre 2009.

### Mairie (XIXe siècle)

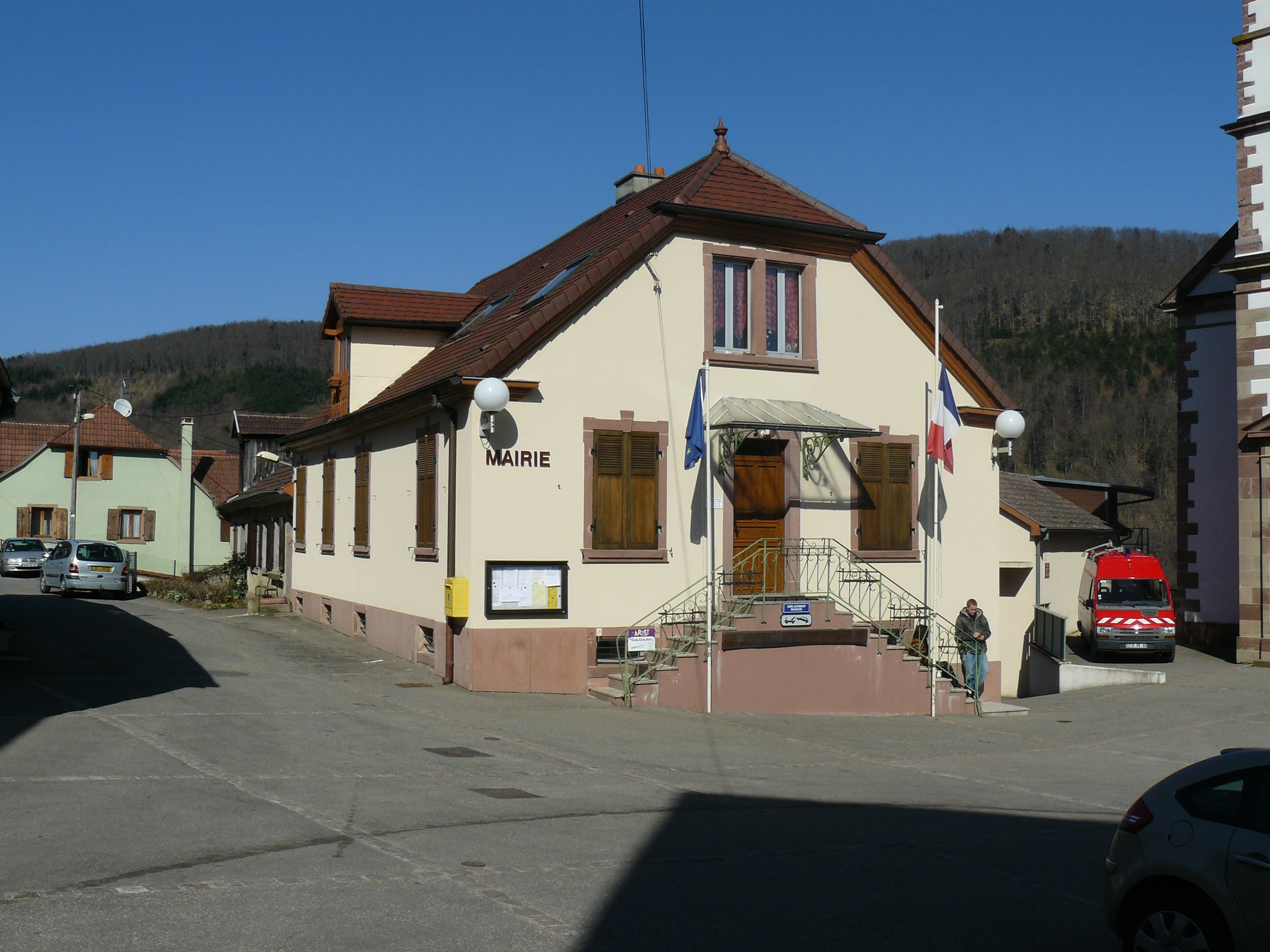
Mairie de Rimbach-Zell.

### Fontaine duXIXesiècle
Fontaine du XIXe siècle, rue du Sudel et rue Principale.